# Janez Jazbec
Janez Jazbec (né le 27 décembre 1984 à Novo mesto) est un skieur alpin slovène.
Il a participé aux Jeux olympiques d'hiver de 2010, prenant la 19e place du slalom géant, remporté par Carlo Janka.